# Grande route du Nord (Angleterre)
Pour les articles homonymes, voir Grande route du Nord.

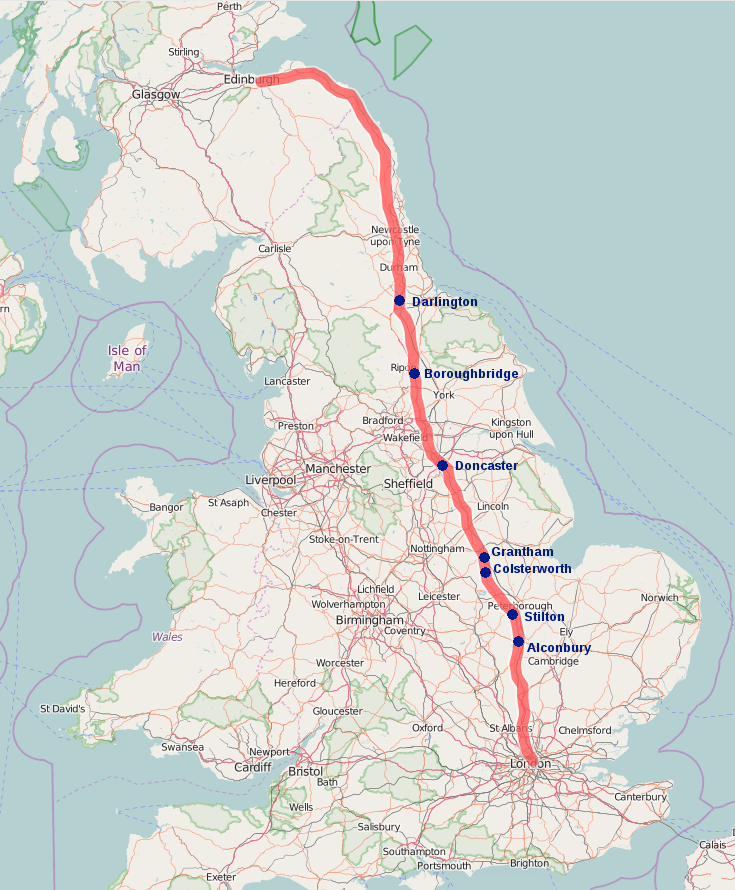
la « Great North Road » de Londres à Édimbourg.

La grande route du Nord était la route principale qui reliait Londres à l'Écosse. Elle est devenue une voie utilisée par les mail coaches de la poste entre Londres, York et Édimbourg. L'actuelle route A1 suit pour l'essentiel un tracé parallèle à la grande route du Nord. Des auberges servant de relais de poste, dont beaucoup ont subsisté, fournissaient logement et montures de rechange, ainsi que des écuries pour les chevaux. De nos jours, on ne peut pratiquement plus voir une seule de ces auberges lorsqu'on roule sur la A1, car la route moderne évite les villes où se trouvaient les auberges. 